# Kjakebeinet
Kjakebeinet är ett berg i Antarktis. Det ligger i Östantarktis. Norge gör anspråk på området. Toppen på Kjakebeinet är 480 meter över havet, eller 12 meter över den omgivande terrängen. Bredden vid basen är 0,12 km.
Terrängen runt Kjakebeinet är kuperad norrut, men söderut är den platt. Trakten är obefolkad. Det finns inga samhällen i närheten. 